# Дуат

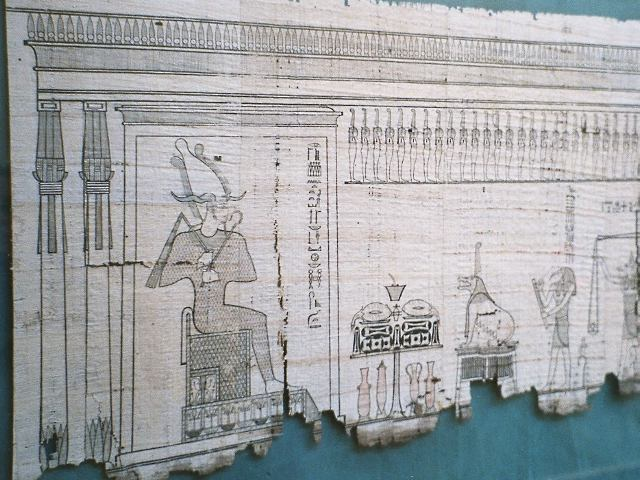
Зважування серця в Дуаті (Давньоєгипетська книга мертвих)

Дуат — в релігії та міфології Стародавнього Єгипту загробний світ. У Старому царстві головним богом Дуату був Анубіс, проте пізніше функції глави загробного світу і деякі функції Анубіса переходять до бога Осіріса.

## Уявлення єгиптян про Дуат
У додинастичному періоді Дуат поміщався на небі і за тодішніми релігійним уявленням єгиптян душі померлих вселялися в зірки. Пізніше закріпилося уявлення про те, що бог Тот на срібному човні перевозить душі в Дуат. За Старого царства вважали, що Дуат розташований у східній частині неба. Тільки на початку Середнього царства у єгиптян сформувалося уявлення про те, що Дуат — підземний світ. У «Текстах пірамід» Дуат ототожнювався з Полями Іару — країною, де померлі отримують нове життя, дуже схоже на земне.
Давні єгиптяни вірили, що на Полях Іару воскреслі живуть подібно, як на землі. Вони потребують їжі, пиття, шанують богів і приносять їм жертви. Проте землі там дуже родючі, а жертви померлим, принесені живими, вирушають на Поля. Таким чином ті померлі, кого живі родичі шанують, шлючи молитви і жертви, не обтяжені щоденними турботами в Дуаті.

## Шлях померлого через Дуат
Після смерті труп померлого бальзамували і муміфікували. Над ним проводили похоронні обряди, що допомагають померлому воскреснути в потойбічному світі. Дії і заклинання, що виконуються жерцем описані в Книзі Пірамід (Стародавнє царство), Книзі саркофагів (середнє царство) і Книзі Мертвих (Нове царство). Згідно з повір'ям стародавніх єгиптян, померлому після воскресіння в загробному житті належало пройти до царства Осіріса через безліч перешкод. Його душа мандрувала землями, де зустрічала річки, брами, житла богів та демонів, одні з яких допомагали, інші ж загрожували просуванню. Щоб без перешкод подолати ці труднощі, єгиптянин повинен був за життя вивчити різні заклинання, які оберігали б його після смерті. В могилу клалися записи цих заклинань чи принаймні найважливіші з них. Існували різноманітні амулети (як, наприклад, око Ваджет), призначені охороняти людину в потойбічному світі. Пройшовши випробування, померлий потрапляв на суд Осіріса, на якому визначалося, чи потрапить він на Поля Іару, або його душа загине.
Перед Осірісом і Чотирма синами Гора частина душі, звана Ба, яка була джерелом вчинків людини, зважувалася на терезах. На іншу чашу клався символ Правди, а душа мусила підтвердити, що не вчинила 42-х гріхів: не робила підлості, не довела нікого до голоду, не здійснила убивства тощо. В разі коли після цього терези лишалися в рівновазі, душа отримувала тіло і вирушала на Поля Іару. Якщо ж ні — її пожирало чудовисько Амміт, знищуючи навічно.

## Дуат ієрогліфами
Дуат - du3t 
| N14 | t · pr | SPACE | N15 | t · pr | SPACE | D46 | V4 | t · N15 | SPACE | D46 | G1 | t · N15 |

## Божества Дуату
- Осіріс
- Ісіда
- Нефтида
- Анубіс
- Чотири сини Гора
- Амміт
- Хатхор
- Амонет
- Нейт